# Osteon

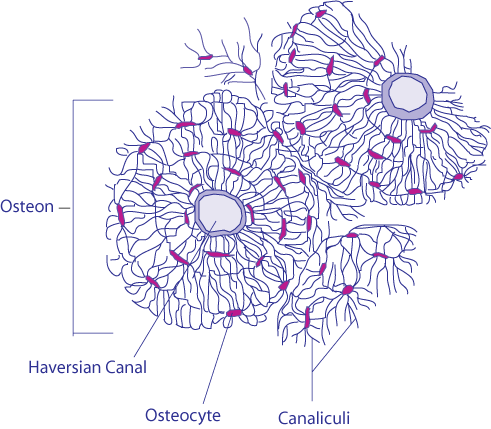
Budowa osteonu

Osteon (łac. osteonum), system Haversa – podstawowa jednostka strukturalna i funkcjonalna tkanki kostnej zbitej.
Jest to układ 4–20 (zwykle 6 lub mniej) blaszek kostnych (tzw. blaszki systemowe), podobnych do rurek, które leżą jedna w drugiej. Wewnątrz osteonu znajduje się kanał zwany kanałem Haversa.
Osteony występują u ssaków i dinozaurów, różnią się jednak szczegółami budowy i nie są ze sobą homologiczne.